# Eupithecia cervina
Eupithecia cervina es una especie de polilla de la familia Geometridae. La especie fue descrita por primera vez por Mironov y Galsworthy, habiendo sido descrita en 2007, con distribución en China, especialmente en el región Himalaya del Tíbet.

## Descripción
Es una polilla mediana con una envergadura de unos 26 milímetros (1 plg). Las alas delanteras y traseras son de color marrón medio uniforme.